# بحيرة فيلاريكا
بحيرة فيلاريكا تسمى أيضا ببحيرة مالالافكوين، تقع على بعد حوالي 700 كيلومترا إلى الجنوب من سانتياغو في تشيلي وتوجد البحيرة في منطقة جنوب شرق مقاطعة كوتين. في شاطئها الشرقي توجد مدينة بوكون، وهي نقطة جذب سياحية رئيسية ومنتجع مشهور للتزلج، وعلى الشاطئ الغربي تقع بلدة فيلاريكا.
الرياضات المائية مثل الإبحار، والتجديف، وصيد الأسماك والتزلج على الماء رياضة تحظى بشعبية في فصل الصيف بسبب مياه البحيرة الدافئة (درجات الحرارة السطحية تتراوح من 19 إلى 22 درجة مئوية). في فصل الشتاء، متوسط درجة حرارة المياه حوالي 10 درجات مئوية.

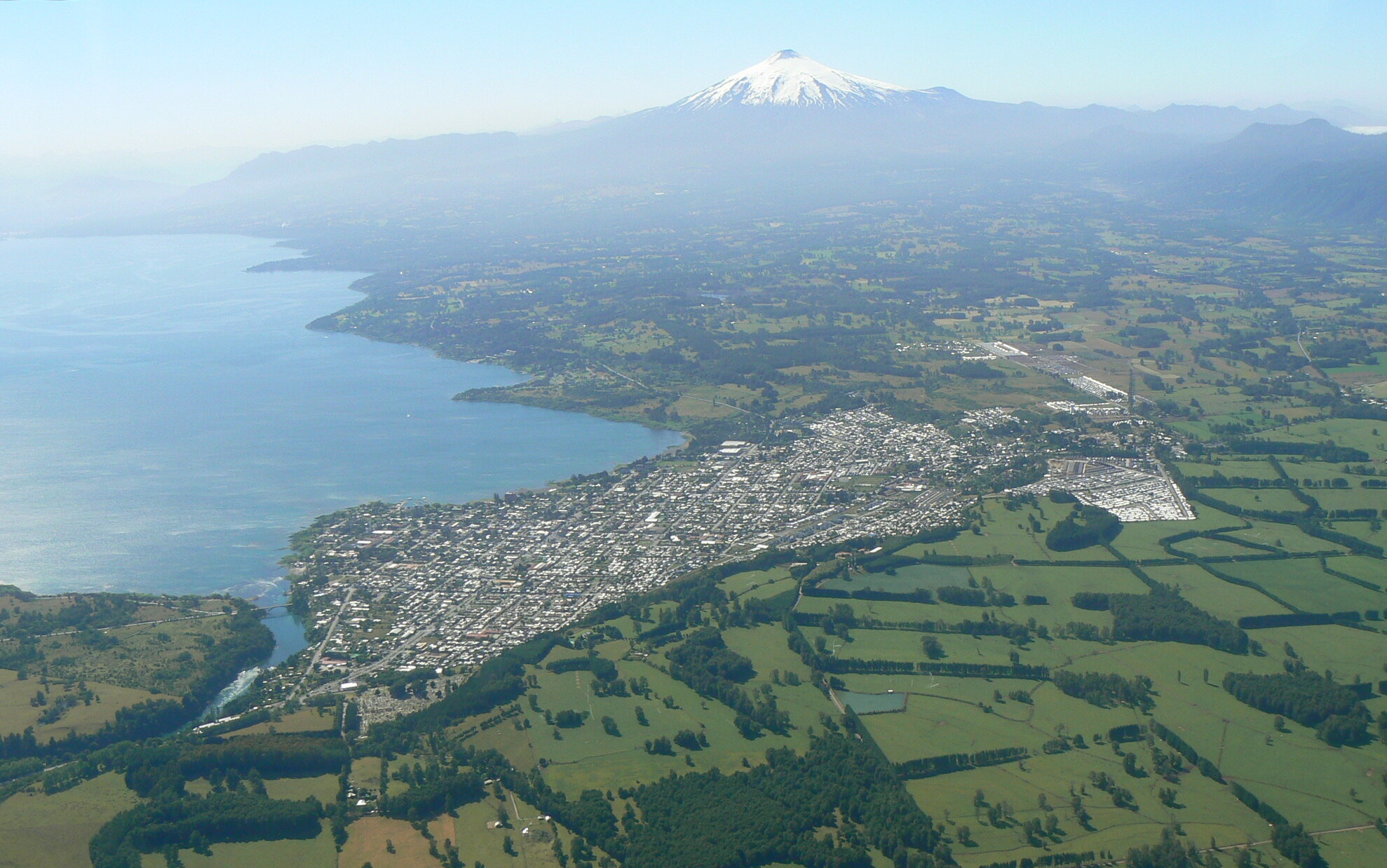
صورة من الأفق لبحيرة فيلاريكا

إن بركان فيلاريكا، هو واحد من البراكين العشرة الأكثر نشاطا في العالم، ويقع في الجنوب من بحيرة. هناك حديقتان وطنيتان وهما: حديقتا هيركهيو وفيلاريكا الوطنيتان، هذه الأخيرة تشتهر بينابيعها الساخنة والطبيعية.